# Vasyl Ovsienko
Vasyl Vasylovyč Ovsienko (* 8. dubna 1949, Stavky, Žytomyrská oblast - 19. července 2023, Kyjev) byl vydavatel samizdatu, člen Ukrajinské Helsinské skupiny, politický vězeň, filosof, publicista, historik disidentského hnutí na Ukrajině, koordinátor Charkivské skupiny pro ochranu občanských práv, která vznikla v rámci společnosti Memorial a od roku 2004 je součástí Ukrainian Helsinki Human Rights Union. Ovsienko natočil a přepsal 180 rozhovorů s bývalými politickými vězni a napsal 380 biografií do třísvazkového vydání encyklopedie disentu.

## Život
Vasyl Ovsienko se narodil 8. dubna 1949 v rolnické rodině ve vsi Stavky (roku 1924 přejmenované na Lenino) jako nejmladší z devíti sourozenců. Otec Vasyl (*1906) absolvoval jen dvě třídy základní školy, matka Frosyna (*1910), která byla potomkem zchudlé polské šlechty, byla inteligentní, ale bez vzdělání. Za velkého hladomoru 1933 zemřela třetina obyvatel Stavky. Vasyl od mládí psal básně a některé publikoval v místních novinách Zarja Polesia. V polovině 60. let se zde setkal s etnografem Vasilem Skuratovským, který ho seznámil s hnutím sovětských liberálních intelektuálů „Šedesátníci“. Po absolvování střední školy pracoval roku 1966 v místním kolchozu a od roku 1967 jako redaktor místních novin „Říjnový úsvit“ ve vesnici Narodiči.
V letech 1967-1972 studoval na Filologické fakultě Kyjevské státní univerzity, kde se seznámil se samizdatovými vydáními prací Vasyla Symonenka (mluvčího hnutí „Šedesátníků“). Během studií šířil kopie textu Ivana Dziuby Internacionalismus nebo rusifikace? i díla dalších disidentů, která mu předával učitel filosofie Vasyl Lisovy. Rozmnožoval samizdat a spolu s Vasylem Lisovým a Yevhenem Proniukem vydával samizdatový časopis „Ukrajinský věstník“, jehož editorem byl Vjačeslav Čornovil. Ovsienkovi se podařilo dokončit studia na Univerzitě, ale byl považován za nespolehlivého a při závěrečné zkoušce dostal z vědeckého komunismu trojku, což zmařilo možnost postgraduálního studia. Během svého dalšího působení jako učitel ukrajinštiny a literatury v obci Tašan (Chmelnyckoperejaslavský rajón) napsal článek «Добош і опришки, або Кінець шістдесятників» o konci generace „Šedesátníků“ a přechovával samizdat.
Po nástupu Brežněva a zejména po potlačení pražského jara a invazi vojsk Varšavské smlouvy do Československa skončila liberalizace i na Ukrajině. Roku 1972 byl během stranické čistky odstraněn první tajemník Ústředního výboru Komunistické strany Ukrajiny Petro Šelest, považovaný za reformistu. Nahradil ho neostalinista a rusifikátor Volodymyr Ščerbitsky. Koncem roku 1971 se politbyro Komunistické strany Ukrajiny usneslo na zahájení kampaně proti samizdatu. Vasyl Lisový a Yevhen Proniuk byli zatčeni roku 1972 a Ovsienko o rok později, 5. března 1973. Pod hrozbou umístění do psychiatrické léčebny prozradil jména lidí, kterým distribuoval samizdat. Někteří byli vyslýcháni a propuštěni z místa na Univerzitě, jeho spolubydlící Mychayl Jakubovsky strávil 11 měsíců na psychiatrii. Ovsienko byl odsouzen ke čtyřem letům v pracovním táboře. Během svého prvního věznění v Mordovii se zapojil do hladovek a stávek vězňů.
Z tábora byl propuštěn 9. února 1977 a do 5. března 1977 vězněn v Žitomyru. V kolchozu ho zaměstnali jako výtvarníka. Po návratu k matce si vyrobil anténu k radiopřijímači, aby mohl poslouchat vysílání Radia Svoboda. Z něj se dozvěděl o založení Ukrajinské Helsinské skupiny a v březnu 1977 se zatím neoficiálně stal jejím členem. Začal rozšiřovat samizdatové vydání poezie Vasyla Stuse. V lednu 1978 si podal žádost o vízum a možnost vystěhování, protože na Ukrajině nemohl pracovat jako učitel. Ovsienko byl pod dohledem KGB a když ho roku 1978 navštívila Oksana Meško a Olha Babyč (sestra vězněného antikomunisty Serhie Babyče), byli všichni tři zatčeni.
Ovsienka obvinili z „bránění výkonu policie při zatýkání“ a byl odsouzen na tři roky vězení (za údajné utržení dvou knoflíků z policejní uniformy) aniž by soud připustil svědky. Zatčení bylo součástí preventivních opatření proti disidentům v souvislosti s chystanými letními Olympijskými hrami v Moskvě roku 1980. Po odvolání strávil dva měsíce v žitomyrské věznici, ale odvolací soud rozsudek potvrdil. Trest si odpykal v nápravných zařízeních v Žitomyrské a Záporožské oblasti.
V červnu 1981, osm měsíců před propuštěním se ho KGB snažila přinutit, aby svědčil proti ukrajinským disidentům a když odmítl, byl obviněn z „antisovětské propagandy“ a odsouzen na 10 let v pracovních táborech s lehčím režimem a 5 let exilu. Roku 1981 byl ale označen za „obzvláště nebezpečného recidivistu“ a umístěn v táboře VS-389/36 u obce Kučino v Permské oblasti, který byl proslulý obzvláště tvrdými podmínkami. Ovsienko se dostal na svobodu až za perestrojky, dekretem Nejvyššího sovětu USSR z 12. srpna 1988. Byl nejprve dopraven na ústředí KGB v Kyjevě a odtud propuštěn domů.

## Život na svobodě
Tábor 36 byl uzavřen, ale Ovsienko se sem vrátil v následujícím roce, aby zajistil převoz Vasyla Stuse, Olexy Tycheho a Yury Litvina, kteří v táboře zemřeli. Byl zvolen jako zástupce Ukrajinské Helsinské skupiny v Žitomyrské oblasti, ale nepodařilo se mu zřídit zde její lokální organizaci nebo stranickou buňku Lidového hnutí Ukrajiny Ruch. Roku 1988 se stal členem celostátního koordinačního výboru Ukrajinské Helsinské unie (UGS) a 16.7.1989 se stal předsedou její pobočky v Žitomyru. V dubnu 1990 se stal sekretářem Ukrajinské demokratické strany pro media. Byl rovněž viceprezidentem Ukrajinské komise „Helsinky 90“.
17. listopadu 1990 se pokusil umístit kříže na hrob 359 ukrajinských vojáků, které postříleli bolševici roku 1921 a byl při tom zbit komunistickými aktivisty. Až do ledna 1991 ležel v nemocnici. V letech 1997-2001 byl vicepředsedou Ukrajinské křesťanskodemokratické strany. Od června 1998 byl koordinátorem Charkovské skupiny pro ochranu lidských práv, od roku 1989 členem Rady Muzea historie politických represí Perm-36 v Kučinu.
Od roku 1999 organizoval expedice na Solovecké ostrovy. Roku 2014 byl jedním ze zakládajících členů neziskové organizace Solovecké bratrstvo, sdružujícího bývalé politické vězně z pracovních táborů na Soloveckých ostrovech.

### Ocenění
- 2000 Cena V. Stusa za žurnalismus
- 2003 Cena I. Ohienka za veřejnou činnost
- 2005 Řád Za zásluhy III. třídy
- 2006 Řád za odvahu 1. stupně
- 2009 Řád knížete Jaroslava Moudrého 5. stupně k 60. narozeninám
- 2006 the International Literary Prize of the Voskobiynyk Family Foundation in the genre of memoirs

## Literární dílo (výběr)
- 1996 "Світло людей (People´s Light)" (eseje-memoáry o V Stusovi, O. Meško, Y. Lytvynovi, ad.), 2. edice ve 2 svazcích, Kharkiv human rights group; K.: Smoloskip 2005
- 2001 čtyřsvazkové vydání materiálů Ukrajinské Helsinské skupiny (s Y. Zacharovem)
- 2006 "International biographical dictionary of dissidents of the countries of Central and Eastern Europe and the former USSR. Volume 1. Ukraine" (1020 s., 208 jmen)